# Feliks Akvitanski
Feliks Akvitanski je bil v 660. letih patricij v merovinškem Frankovskem kraljestvu. Njegov sedež je bil v Toulouseu. 
Po pisanju  Miracula sancti Martialis lemovicensis iz 10. stoletja je bil »plemič in slaven patricij iz  Toulousea, ki je imel oblast nad vsemi mesti do Pirenejev in sprijenimi prebivalci Gaskonje«, se pravi Baski. Feliks je bil verjetno prvi vojvoda Vojvodine Akvitanije, ki se je razvila iz kraljestva Hariberta II. v desetletjih po njegovi smrti leta 632, in Dagobertovim podjarmljenjem Baskov. Feliks je kljub temu, da je bil na samem vrhu seznama delno neodvisnih vladarjev Akvitanije, izredno   »skrivnosten« in »nejasen«.
Feliks je verjetno podpiral kralja Klotarja III. in njegovega majordoma Ebroina. Njegov patricijski položaj se ujema z obdobjem, ko je bil toulouški škof Klotarjev izbranec Erembert. Po Klotarjevi smrti leta 673 se je Erembert upokojil, kraljev naslednik, brat  Hilderik II., pa je majordoma Ebroina odstavil.
V tistem času je kljub temu, da je bil Feliks še na oblasti, na lokalnem cerkvenem zboru v  Bordeauxu predsedoval nek Lup, ki ga Miracula imenuje »prišlek«. Dejstvo, da je cerkveni zbor potekal pod Hilderikom II., kaže na frankovsko suverenost nad Akvitanijo in Gaskonjo, ki se je po njegovi smrti leta 675 končala. Na Lupa se pogosto gleda kot na Feliksovega varovanca, kateremu je kasneje pripadla Gaskonja, po Feliksovi smrti pa cela Akvitanija. Lup je bil po drugi strani Ebroinov  nasprotnik in morda Feliksov sovražnik, ki je uzurpiral oblast v Gaskonji. Lup je vladal samo v južni Akvitaniji in poskušal svojo oblast razširiti tudi na severno Akvitanijo, vendar je medtem umrl. 